# Melomys talaudium
Melomys talaudium és una espècie de mamífer rosegador de la família dels múrids. Són rosegadors de mitjanes dimensions, amb una llargada de cap a gropa de 173 a 174 mm, una cua de 150 a 183 mm i orelles de 13 a 16 mm. Aquesta espècie és endèmica de Karakelong i Salebabu, a les Illes Talaud d'Indonèsia, on viu en hàbitats boscosos. Morfològicament, és similar a M. leucogaster; se n'havia considerat una subespècie però ara es considera una espècie separada. La Unió Internacional per la Conservació de la Natura ha determinat l'estat de conservació de M. talaudium com a "en perill" a causa del decreixement en població i la tala d'arbres a les illes.